# 泰辛 (巴伐利亚州)
泰辛是德国巴伐利亚州的一个市镇。总面积5.38平方公里，总人口1873人，其中男性927人，女性946人（2011年12月31日），人口密度348人/平方公里。